# Cogna
Cogna település Franciaországban, Jura megyében. Lakosainak száma 235 fő (2022. január 1.). Cogna Saint-Maurice-Crillat, Bonlieu, Clairvaux-les-Lacs, La Frasnée, Uxelles és Vertamboz községekkel határos.

## Népesség
A település népességének változása:
| Lakosok száma | 199  | 216  | 216  | 241  | 258  | 253  | 252  | 245  | 242  | 235  |
|               | 1968 | 1982 | 1990 | 2006 | 2013 | 2015 | 2017 | 2019 | 2020 | 2022 |